# Atriadops cinnamonea
Atriadops cinnamonea är en tvåvingeart som beskrevs av Enrico Adelelmo Brunetti 1929. Atriadops cinnamonea ingår i släktet Atriadops och familjen Nemestrinidae. Inga underarter finns listade i Catalogue of Life.